# جزيرة يامدينا
جزيرة يامدينا هي أكبر جزر تانيمبار في مقاطعة مالوكو في إندونيسيا. مدينة ساوملاكي هي المدينة الرئيسية، وتقع على الطرف الجنوبي من الجزيرة.
تتميز الجزيرة بمجموعة من التلال المشجرة على طول الساحل الشرقي، في حين أن ساحلها الغربي أقل من ذلك. ويسكن جاموس الماء البري في الغابات.
لغة يامدينا هي اللغة المستخدمة في الجزيرة وحولها. المسيحية هي الدين الرئيسي، ولكن لا تزال بعض الديانات التقليدية كتبجيل الأموات تمارس في الجزيرة.
من الحرف اليدوية في الجزيرة نقش الخشب والمصوغات الذهبية ونسيج أيكات (وخصوصا في جزيرة سيلارو مجاورة). في عام 1987 تم تسجيل نوع جديد من الطيور المغردة في الجزيرة.

## ميجليث
في قرية سونغليات دول هناك درج من أحجار قديمة تؤدي من الشاطئ إلى منصة حجرية على شكل قارب. هناك عدة منها مماثلة ولكن تم الحفاظ عليها بشكل أقل في الجزيرة، وقد تمثل أصلا القوارب الأسلاف الذين وصلوا الجزيرة قديماً.